# Латиноамериканські танці

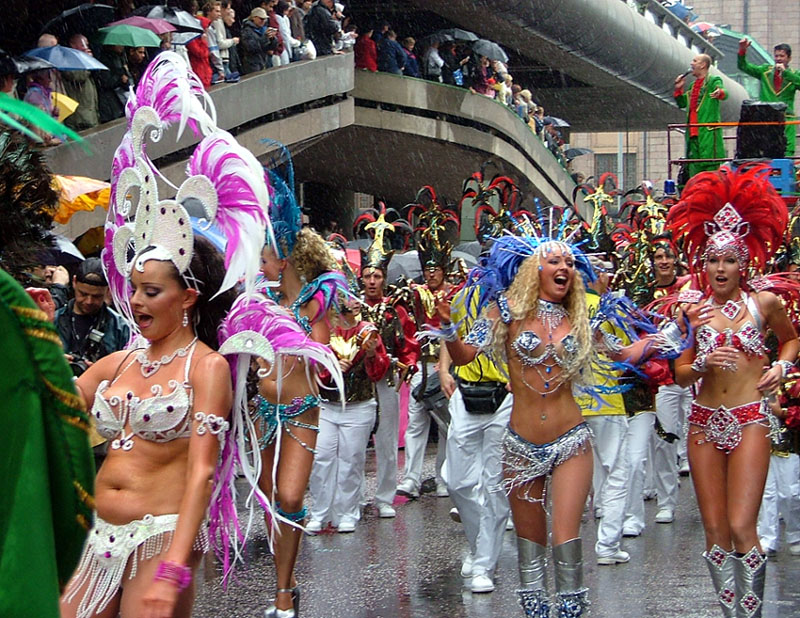
Самба в Гельсінкі

Латиноамериканські танці — загальна назва бальних і народних танців, що сформувалися на території Латинської Америки. Подібно до того як Латинська Америка з'явилася в результаті іспано-португальської колонізації. Отже, і латиноамериканські танці в основі мали переважно іспанський вплив.  
Танці хабанера і румба з'явилися на основі завезеного в XVIII столітті контрабанса, а бачата — на основі болеро. В бразильській самбі, колумбійській кумбії, кубинська мамба и румба крім європейських традицій протежуються і африканські, а в диабладі — індіанські. Унікальним латиноамериканським танцем визнано танго. 
До характерних рис латиноамериканських танців відносять енергійні, палкі запальні рухи і погойдування стегнами.
Сукні дам, як правило, короткі, дуже відкриті і облягаючі. Костюми кавалерів теж дуже облягаючі, часто (але не завжди) чорного кольору. Сенс таких костюмів — показати роботу м'язів спортсменів.  
 У XX столітті спостерігається розквіт латиноамериканських танців. З'являються такі нові види як сальса, ча-ча-ча і реггетон.
Наразі у програму латиноамериканських бальних танців входять 5 елементів:  
1. Самба
2. Ча-ча-ча
3. Румба
4. Пасодобль
5. Джайв